# Brevirostruavis
Brevirostruavis is een geslacht van uitgestorven vogels uit het Vroeg-Krijt van het huidige China, behorende tot de Enantiornithes. De enige benoemde soort is Brevirostruavis macrohyoideus.

## Vondst en naamgeving
In Liaoning werd een fossiel gevonden van een kleine vogel. Het exemplaar werd in 2018 gemeld in het kader van een bespreking van de evolutie van de tonglengte in de Archosauria.
In 2021 werd de typesoort Brevirostruavis macrohyoideus benoemd en beschreven door Li Zhiheng, Wang Min, Thomas A. Stidham, Zhou Zhonghe en Julia Clarke. De geslachtsnaam is een combinatie van het Latijn brevis, 'kort', rostrum, 'snuit' en avis, 'vogel'. De soortaanduiding is een combinatie van Oudgrieks makros, 'lang', en het os hyoideum, het tongbeen.
Het holotype IVPP V13266 is gevonden in een laag van de Jiufotangformatie die vermoedelijk dateert uit het Aptien. Het bestaat uit een vrijwel volledig skelet met schedel, platgedrukt op een steenplaat. Uitgebreide delen van het verenkleed zijn bewaard gebleven.

## Beschrijving
Brevirostruavis heeft een vleugelspanwijdte van zo'n dertig centimeter. De kop is, hoewel spits toelopend met een recht bovenprofiel, toch vrij kort en gedrongen met een korte snavel. Er zijn elementen van het tongbeen aangetroffen, de ceratobranchialia, die suggereren dat de tong tot ver voor de snavel kon worden uitgestoken. Ze lopen tot voor de oogkas door. Dergelijke tonglengten zijn ook bekend van de huidige kolibries, spechten en honingeters. Bij dezen echter zijn de epibranchialia verlengd, wat wijst op een ander evolutionair traject van tongverlenging. Verbeende epibranchialia werden bij het fossiel helemaal niet aangetroffen. Het werd vermoed dat Brevisrostruavis toch een met die groepen min of meer overeenkomende wijze van voedselverwerving bezat. Lange gepaarde ceratobranchialia tonen ook Sulcavis en Jeholornis waar ze zelfs nog wat langer zijn.
De praemaxilla draagt minstens drie tanden die vrij lang zijn en wat naar voren hellen. Ze zijn langer dan de maxillaire en dentaire tanden.